# Ponny och Duvpojken
Ponny och Duvpojken (finska: Puluboin ja Ponin leffa) är en finsk barnfilm från 2018 regisserad av Mari Rantasila. Filmen hade premiär den 3 augusti 2008.

## Handling
Sjuåriga Ponny, som egentligen heter Mai, vill inte gå i skolan. Han vill bli en ponny: klä sig i konstgräs och galoppera på Kallis gator med knarrande skor, vild och fri. Skolstarten närmar sig dock och de vuxna tycker att lekarna måste få sitt slut. Man måste vara bra i skolan. Man måste alltid vara ordentlig.
Under sommaren förändras Ponnys liv in av hans låtsaskompis, Duvpojken, en märklig fågelliknande pojke som älskar reklam och bullar och hatar bokstaven r. Duvpojken har en lösning på alla problem - även svåra saker är inte alltför svåra när du låter fantasin flöda! Punkiga Duvpojken tillför mycket färg till Ponnys sommar, för allt är möjligt med honom.

## Rollista
- Jenni Lausi, Ponny
- Aapo Puusti, Duvpojken
- Anna-Maija Tuokko, Ponnys mamma Maria
- Santtu Karvonen, Ponnys pappa Matti
- Seppo Halttunen, Teppo, rektor på Ponnys skola
- Jaana Pesonen, precisionsterapeut Tarja Tuska
- Juha-Pekka Mikkola, marknadsförare
- Lilja Pesonen, Miisu
- Marjo Lahti, Miisus mamma
- Vincent Kinnunen, Miisus storebror Miska
- Tuulia Eloranta, beatboxare
- Veera Salmi, förskollärare
- Olivia Ainali, glassförsäljare
- Henna Hakkarainen, ingenjör
- Pirjo-Riitta Forsström, sjuksköterska
- Hilla Pekkarinen, skolpojke på omslaget till en tidning
- Elmo Kerosuo, skolpojke på omslaget till en tidning
- Teemu Nikki, sopbil
- Jenni Lahdenranta, lärare
- Damesa Tujula, Ponnys klasskamrat
- Olivia Pesonen, Ponnys klasskamrat
- Amos Vänskä, Ponnys klasskamrat
- Veera Kiljander, Ponnys klasskamrat
- Viljam-Iivari Vänttinen, Ponnys klasskamrat
- Mari Rantasila, telefonförsäljare i Björneborg (röst)

## Produktion
Filmen spelades in i Helsingfors sommaren 2017. 